# Aroegas nigroornatus
Aroegas nigroornatus är en insektsart som beskrevs av Louis Albert Péringuey 1916. Aroegas nigroornatus ingår i släktet Aroegas och familjen vårtbitare. Inga underarter finns listade i Catalogue of Life.